# Список эпизодов телесериала «Хранилище 13»
Список эпизодов американского фантастического телесериала «Хранилище 13», созданного Джейн Эспенсон и Д. Брентом Моутом. В других вариациях перевода — «Ангар 13», «Хранилище 13» и «Пакгауз 13». В основе сюжета работа двух агентов Секретной службы США Мики Беринг и Пита Латтимера, которых переводят на службу в тайное правительственное Хранилище № 13, где хранятся сверхъестественные предметы. Их задача — возвращать пропавшие предметы и расследовать проявления новых.
Премьера сериала состоялась 7 июля 2009 года на кабельном телеканале Syfy. 20 августа 2009 года сериал был продлён на второй сезон, состоящий из 13 серий. 5 октября 2010 года сериал был продлён на третий сезон, состоящий из 13 серий. 11 августа 2011 года канал Syfy продлил сериал на четвёртый сезон, расширив его до 20 серий. Вторую половину сезона, начиная с 11-й серии, транслировали в апреле 2013 года. 17 мая 2013 канал Syfy продлил сериал на пятый, заключительный, сезон. Пятый сезон выходил в эфир с 21 апреля по 20 мая 2014 года и состоял из шести серий.

## Обзор сезонов
| Сезон | Сезон | Эпизоды | Оригинальная дата показа | Оригинальная дата показа |
| Сезон | Сезон | Эпизоды | Премьера сезона          | Финал сезона             |
| ----- | ----- | ------- | ------------------------ | ------------------------ |
|       | 1     | 12      | 7 июля 2009              | 22 сентября 2009         |
|       | 2     | 13      | 6 июля 2010              | 7 декабря 2010           |
|       | 3     | 13      | 11 июля 2011             | 6 декабря 2011           |
|       | 4     | 20      | 23 июля 2012             | 8 июля 2013              |
|       | 5     | 6       | 14 апреля 2014           | 20 мая 2014              |

## Список серий

### Сезон 1 (2009)
| № общий | № в сезоне | Название                                | Режиссёр          | Автор сценария                                                                        | Дата премьеры    | Зрители в США (млн) |
| --- | ---------- | --------------------------------------- | ----------------- | ------------------------------------------------------------------------------------- | ---------------- | ------------------- |
| 1 | 1          | «Пилотная серия» «Pilot»                | Джейс Александр   | Сюжет: Брент Моут, Джейн Эспенсон Сценарий: Брент Моут, Джейн Эспенсон, Дэвид Симкинс | 7 июля 2009      | 3.5                 |
| Дело об ацтекском идоле и дело о гребне Борджиа. Приглашённые актёры: Габриэль Хоган, Шерри Миллер, Сара Аллен, Том Барнетт, Адам Бэшир, Рауль Банежа, Майкл Боутмен, Рэйчел Кампос, Клемент Гарсия, Диллон Кейси, Уоррен Чоу, Уильям Колгэйт, Гэвин Фокс, Юнг Юл Ким, Анник Обонсавен |            |                                         |                   |                                                                                       |                  |                     |
| 2 | 2          | «Резонанс» «Resonance»                  | Винсент Мисиано   | Дэвид Симкинс                                                                         | 14 июля 2009     | 3.4                 |
| Дело о банковских ограблениях в Чикаго с помощью музыки. Приглашённые актёры: Триша Хелфер. |            |                                         |                   |                                                                                       |                  |                     |
| 3 | 3          | «Магнетизм» «Magnetism»                 | Джейс Александр   | Джек Кенни                                                                            | 21 июля 2009     | N/A                 |
| Дело о необъяснимой агрессии старушки и о монахине, решившей полетать, и о мальчике, ненавидящим игру на скрипке. Причиной их агрессии окажется старое кресло, ранее принадлежавшее известному учёному-психотерапевту. Приглашённые актёры: Корнелл Вумак, Иван Сергей, Педро Мигель Арке, Дэвид Коллинз, Филип Крэйг, Дебора Гровер, Дж. С. Кенни, Билл Лэйк, Оливер Мэзуда, Блэйк Пулайот, Дженнифер Ви             |            |                                         |                   |                                                                                       |                  |                     |
| 4 | 4          | «Клаудия» «Claudia»                     | Стефан Суржик     | Дрю З. Гринберг                                                                       | 28 июля 2009     | 3.3                 |
| Дело о похищении Арти молодой девушкой Клаудией, которая хочет спасти своего брата - учёного, пропавшего в ходе проведения рискованного эксперимента. По иронии судьбы, Арти оказывается знаком со своей похитительницей. Приглашённые актёры: Тайлер Хайнс, Софи Найт, Мариум Карвелл |            |                                         |                   |                                                                                       |                  |                     |
| 5 | 5          | «Стихии» «Elements»                     | Кен Джиротти      | Сюжет: Дана Баратта, Джек Кенни Сценарий: Джек Кенни, Дэвид Симкинс                   | 4 августа 2009   | N/A                 |
| Дело о похищении статуэтки, работы индейского скульптора, изображающей одну из четырёх стихий. Тот, кто собирал вместе все статуэтки стихий, узнавал путь к пещере, в которой скрывались индейские артефакты, способные дать невероятную мощь. Приглашённые актёры: Джо Фланиган. |            |                                         |                   |                                                                                       |                  |                     |
| 6 | 6          | «Дотла» «Burnout»                       | Константин Макрис | Мэттью Федерман, Стивен Скайя                                                         | 11 августа 2009  | 3.35                |
| Дело о «взрыве бытового газа» в подвале полицейского участка. В подвале найден труп агента хранилища, пропавшего в 50-х годах. Причиной его гибели оказывается древний артефакт с Ближнего Востока, превращающий своего носителя в супербойца. Приглашённые актёры: Роберта Максвелл, Аль Сапиенза, Дэвид Карти, Джеймс Кэйд, Матео Моралес, Шеннон Барнетт, Харрисон Коу, Роп Гил                                    |            |                                         |                   |                                                                                       |                  |                     |
| 7 | 7          | «Имплозия» «Implosion»                  | Винсент Мисиано   | Боб Гудмэн                                                                            | 18 августа 2009  | 3.27                |
| Дело о подмене самурайского меча, который собираются подарить президенту США. Но меч неожиданно пропадает из японского посольства, а затем происходит странный взрыв. Расследуя это дело, Беринг и Латтимер выходят на след МакФерсона - бывшего агента Хранилища, ставшего злодеем. Приглашённые актёры: Денис Акияма, Арнольд Пиннок, Грэхэм Эбби, Линн Кормакк, Юнг Юл Ким, Питер Мессэлайн, Брендан Мюррей        |            |                                         |                   |                                                                                       |                  |                     |
| 8 | 8          | «Дубликат» «Duped»                      | Майкл Уоткинс     | Бен Рааб, Дерик Хьюз                                                                  | 25 августа 2009  | 2.86                |
| Дело о зеркале Льюиса Кэрролла и артефакте, показывающем будущее. Во время небольшого ЧП в хранилище происходит несчастье: душа Мики оказывается заточённой в зеркало, а её телом пользуется душа сумасшедшей Алисы, с которой Кэрролл писал своё произведение. Приглашённые актёры: Ниалл Маттер и Эрика Сирра |            |                                         |                   |                                                                                       |                  |                     |
| 9 | 9          | «Покаяние» «Regrets»                    | Майкл Уоткинс     | Тамара Бехер                                                                          | 1 сентября 2009  | 2.93                |
| Дело о тюрьме, в которой происходят загадочные самоубийства. Чтобы остановить несчастья, героям приходится искать старый крест из кварца, принадлежавший покойному начальнику тюрьмы. Приглашённые актёры: Джо Мортон. |            |                                         |                   |                                                                                       |                  |                     |
| 10 | 10         | «Авария» «Breakdown»                    | Эрик Ланёвилль    | Майкл Фокс, Иан Стокс                                                                 | 8 сентября 2009  | 2.70                |
| Пока Арти вызван начальством на разбор полётов, команда чуть было не подрывает Хранилище из-за выхода из строя системы охлаждения и контроля за артефактами. Плюс ко всему, Латтимер едва не погиб, попав под воздействие артефакта из спецхрана. Приглашённые актёры: Марк Шеппард, Паула Будро, Юнг Юл Ким, Адам Коли, Лок Арчер, Бен Гэнс, Грег Данхэм, Скотт Горман, Эйми Лококо, Патрисия Макферсон, Аманда Смит |            |                                         |                   |                                                                                       |                  |                     |
| 11 | 11         | «Ворон по кличке „Никогда“» «Nevermore» | Тауния Маккирнан  | Дэвид Симкинс                                                                         | 15 сентября 2009 | 2.93                |
| Отцу Мики присылают книгу Эдгара Аллана По. Приглашённые актёры: Майкл Хоган. |            |                                         |                   |                                                                                       |                  |                     |
| 12 | 12         | «МакФерсон» «MacPherson»                | Стефан Суржик     | Джек Кенни                                                                            | 22 сентября 2009 | 2.23                |
| МакФерсон получает доступ к Хранилищу. Приглашённые актёры: Линн Кормакк, Джеймс Кидни, Юнг Юл Ким, Винсент Беллон, Саймон Синн, Макс Дрисен, Майкл Пак Ингрем, Шон Орр |            |                                         |                   |                                                                                       |                  |                     |

### Сезон 2 (2010)
| № общий | № в сезоне | Название                                      | Режиссёр          | Автор сценария                | Дата премьеры    | Зрители в США (млн) |
| --- | ---------- | --------------------------------------------- | ----------------- | ----------------------------- | ---------------- | ------------------- |
| 13 | 1          | «Время покажет» «Time Will Tell»              | Стефан Суржик     | Джек Кенни                    | 6 июля 2010      | [ 21 ]              |
| Дело о Хелене (Герберте) Уэллсе и проникновении в Хранилище Эшера. Приглашённые актёры: Джейми Мюррей |            |                                               |                   |                               |                  |                     |
| 14 | 2          | «Кроткий» «Mild Mannered»                     | Константин Макрис | Бенджамин Рааб, Дерик Хьюз    | 13 июля 2010     | 2.33                |
| Дело о свихнувшимся любителе комиксов, который вообразил себя супергероем «Железная тень». Приглашённые актёры: Шон Махер и Джуэл Стэйт. |            |                                               |                   |                               |                  |                     |
| 15 | 3          | «Вне контроля» «Beyond Our Control»           | Константин Макрис | Дэвид Симкинс                 | 20 июля 2010     | 2.28                |
| Дело о «недоехавшем» до Хранилища Артефакте. Приглашённые актёры: Паула Гарсес, Нолан Джерард Фанк, Филип Уинчестер. |            |                                               |                   |                               |                  |                     |
| 16 | 4          | «Старшим надо уступать» «Age Before Beauty»   | Тауния Маккирнан  | Эндрю Крайсберг               | 27 июля 2010     | 2.48                |
| Дело о состаривающихся супермоделях. Приглашённые актёры: Тони Сайпресс, Филлип Риз, Нолан Джерард Фанк. |            |                                               |                   |                               |                  |                     |
| 17 | 5          | «13,1» «13,1»                                 | Крис Фишер        | Иан Стокс                     | 3 августа 2010   | 2.74                |
| Дело о системе защиты Хранилища и её создателе. Приглашённые актёры: Нил Грэйстон, Нолан Джерард Фанк, Рене Обержонуа. |            |                                               |                   |                               |                  |                     |
| 18 | 6          | «За поворотом» «Around the Bend»              | Тауния Маккирнан  | Боб Гудмэн                    | 10 августа 2010  | 2.79                |
| Дело о галлюцинациях. Приглашённые актёры: Тиа Каррере. |            |                                               |                   |                               |                  |                     |
| 19 | 7          | «Для команды» «For the Team»                  | Тауния Маккирнан  | Дрю З. Гринберг               | 17 августа 2010  | 2.34                |
| Дело о нечестной команде по борьбе. Приглашённые актёры: Паула Гарсес, Линдси Вагнер. |            |                                               |                   |                               |                  |                     |
| 20 | 8          | «Объединяться осторожно» «Merge With Caution» | Антон Кроппер     | Нэлл Сковелл                  | 24 августа 2010  | 2.36                |
| Дело о статуэтках, объединяющих людей. Приглашённые актёры: Паула Гарсес, Коуди Роудс, Лаура Харрис. |            |                                               |                   |                               |                  |                     |
| 21 | 9          | «Кровная месть» «Vendetta»                    | Мэтт Эрл Бисли    | Майкл Фокс                    | 31 августа 2010  | 2.40                |
| Дело о России и прошлом Арти. Приглашённые актёры: Тиа Каррере, Джейми Мюррей, Нолан Джерард Фанк, Саймон Рейнолдс, Фара Тахир. |            |                                               |                   |                               |                  |                     |
| 22 | 10         | «Где и когда» «Where and When»                | Стивен Грэгг      | Дрю Гринберг, Эндрю Крайсберг | 7 сентября 2010  | 2.49                |
| Хелена (Герберт) Уэллс с помощью машины времени переносит в 1961 году подсознание Пита и Мики в Ребекку Сент Клэр и Джека — агентов Хранилища 13 60-х годов XX века — для поиска артефакта. Приглашённые актёры: Роберта Максвелл, Армин Шимермен, Дэвид Андерс, Трисия Браун, Алекс Пакстон-Бисли, Чад Коннелл, Шеннон Керри, Робин Арчер, Лайза Сиара                                                    |            |                                               |                   |                               |                  |                     |
| 23 | 11         | «Погребённый» «Buried»                        | Стефан Суржик     | Робин Адамс, Майк Джонсон     | 14 сентября 2010 | 2.38                |
| Дело о затерянном Хранилище № 2 и смерти его открывателей. Хранилище № 2 начинает действовать на Миссис Айрин Фредерик. Приглашённые актёры: Паула Гарсес, Джейми Мюррей, Марк Шеппард, Линдси Вагнер. |            |                                               |                   |                               |                  |                     |
| 24 | 12         | «Сброс» «Reset»                               | Константин Макрис | Джек Кенни, Нэлл Сковелл      | 21 сентября 2010 | 2.40                |
| Нападение Уэллс на Пита и Мику в Египте запустило в движение план, который она тайно организовала более ста лет назад. Когда становится ясно, что Уэллс завладела первым оружием массового поражения (минойский трезубец), у Арти, Клаудии и г-жи Фредерик есть очень мало времени, чтобы остановить её смертельную игру. Приглашённые актёры: Паула Гарсес, Си Си Эйч Паундер, Джейми Мюррей, Фара Тахир. |            |                                               |                   |                               |                  |                     |
| 25 | 13         | «Секретный Санта» «Secret Santa»              | Джек Кенни        | Боб Гудмэн                    | 7 декабря 2010   | 2.01                |
| Пит и Мика должны разыскать плохого Санту, в то время как остальная часть команды празднует Рождество. Приглашённые актёры: Пол Блэкторн, Джудд Хирш, Тайлер Хайнс, Кристи Энгус. |            |                                               |                   |                               |                  |                     |

### Сезон 3 (2011)
| № общий | № в сезоне | Название                                        | Режиссёр          | Автор сценария                                               | Дата премьеры    | Зрители в США (млн) |
| --- | ---------- | ----------------------------------------------- | ----------------- | ------------------------------------------------------------ | ---------------- | ------------------- |
| 26 | 1          | «Новичок» «The New Guy»                         | Стефан Суржик     | Джек Кенни                                                   | 11 июля 2011     | 2,34                |
| Бывший агент ATF Стивен Джинкс (Аарон Эшмор) присоединяется к команде Хранилища и отправляется тайно с Питом для поиска подозреваемых, которые убивают людей так же, как главных героев в трагедиях Шекспира. Между тем, Арти, Клаудия и Лина пытаются остановить грозы в Хранилище. Приглашённые актёры: Эшли Уильямс, Марк Робинсон, Марк Минарди, Дуэйн Мерфи, Ники Грант, Брэд Аустин, Мэган Фахленбок, Эрик Шарбонно, Мэтью Лемч, Джон Бэлэбик, Ян Батт, Кит Кемпс, Тони Эллванд, Лиз Гордон, Тед Ладзик |            |                                                 |                   |                                                              |                  |                     |
| 27 | 2          | «Испытательный срок» «Trials»                   | Константин Макрис | Дрю З. Гринберг                                              | 18 июля 2011     | [ 35 ]              |
| Мика и Пит отправляются на дело о пропаже памяти у пилота самолёта и хирурга местной больницы. Клаудиа со Стивом пытаются найти Тесак Мэри Маллон — который способен излечивать любые болезни, передавая их другому человеку. Приглашённые актёры: Стерлинг Джарвис, Александра Кастильо, Джейсон Бликер, Тревор Блумас, Джоанна Дуглас, Стивен Яффи, Венди Лайон, Джонатан Уилсон, Кристина Брубэкер, Гай Баннерман, Джеффри Боуайер-Чепмен, Янк Азмен, Олаф Шам, Лайза Ли, Паула Будро |            |                                                 |                   |                                                              |                  |                     |
| 28 | 3          | «Зараза-любовь» «Love Sick»                     | Тауния Маккирнан  | Эндрю Крайсберг                                              | 25 июля 2011     | 2.04                |
| Арти, Клаудия, доктор Ванесса Колдер и Хьюго Миллер должны нейтрализовать артефакт, который трансформировался в компьютерный вирус и превращает людей в глину. Между тем, Пит и Мика просыпаются голыми в постели, не помня, что произошло, и пытаются повторить свои действия, чтобы найти Стива. Приглашённые актёры: Эшли Уильямс, Рене Обержонуа, Линдси Вагнер |            |                                                 |                   |                                                              |                  |                     |
| 29 | 4          | «Королева на день» «Queen For a Day»            | Джереми Чечик     | Холли Гарольд                                                | 1 августа 2011   | 2.25                |
| Клаудия и Стив пытаются проникнуть на реконструкцию гражданской войны, чтобы возвратить флягу Улисса Симпсона Гранта. Пит и Мика встречаются с бывшей женой Пита Амандой (Джери Райан), которая собирается вступить в повторный брак и неосторожно активизирует экспонат, который может сделать любого, к которому она притронется, в своего преданного раба. Приглашённые актёры: Джери Райан, Энтони Лемке, Холли Деннисон, Бернадетт Кутюр, Анджелика Лиск, Сьюзен Моник Хортон, Саймон Нортвуд, Аллен Кенг, Кристофер Кордел, Барри Стилвелл, Линда Горэнсон, Мэтт Смит, Кристофер Ральф, Брент Бьюкенен, Джордан Петтл |            |                                                 |                   |                                                              |                  |                     |
| 30 | 5          | «3…2…1» «3…2…1»                                 | Крис Фишер        | Боб Гудмэн                                                   | 8 августа 2011   | 2.54                |
| Пит и Мика, с помощью Хелен Уэллс, ищут Рог Иисуса Навина, который ускользал от агентов Хранилища ещё с XIX века… Приглашённые актёры: Гарет Дэвид-Ллойд, Чад Коннелл, Алекс Пакстон-Бисли, Джордин Нэгри, Дэвид Сторч, Адриан Гриффин, Пол Амос,Мартин Дойль, Уильям Хили, Джейн Коллинз, Андреа Дрепаул, Меган Росси, Тэйлор Хэнсон Уиттакер, Памела Редферн, Мэтью Кэмпбелл |            |                                                 |                   |                                                              |                  |                     |
| 31 | 6          | «Надо уметь выигрывать» «Don’t Hate the Player» | Крис Фишер        | Иан Стокс                                                    | 15 августа 2011  | 2.42                |
| Сознание Фарго оказывается пойманным в ловушку в видеоигре, которую он создал на основе Хранилища 13 и нуждается в помощи от Пита, Клаудии и Мики. Между тем, агент ФБР Стуковски (Stukowski) просит Арти и Стива, чтобы помочь в расследовании загадочного убийства куратора галереи. Приглашённые актёры: Эшли Уильямс, Стивен Ён, Нил Грейстон, Марк О'Брайен (I), Натали Уркарт, Виктор А. Янг, Поль де ла Роса, Джефф Виллингхэм |            |                                                 |                   |                                                              |                  |                     |
| 32 | 7          | «Что было — не прошло» «Past Imperfect»         | Тауния Маккирнан  | Нэлл Сковелл                                                 | 22 августа 2011  | 2.25                |
| Мика охотится на Лео, человека, который убил её старого напарника, и агенты Хранилища думают, что есть связь между убийцей и Секретной службой. Тем временем Арти и Стив обнаруживают, что Агент Стуковски причастна к краже артефакта — дверной ручки с фабрики «Треугольник» — обыкновенной дверной ручки, впитавшей боль и страх женщин, погибших в знаменитом пожаре. Способна прожечь любой материал, даже защитные перчатки агентов Хранилища… Приглашённые актёры: Габриэль Хоган, Райан Блэкели, Шона Блэк, Джейсон Делайн, Лорна Уилсон, Майка Грэм, Янси Ариас, Дж. Огаст Ричардс                                 |            |                                                 |                   |                                                              |                  |                     |
| 33 | 8          | «Сороковой этаж» «The 40th Floor»               | Крис Фишер        | Бенджамин Рааб, Дерик Хьюз                                   | 29 августа 2011  | 2.29                |
| Г-жа Фредерик и Стив допрашивают Стуковски после того, как агенты узнают, что она использовала артефакты для убийства Регентов, секретных защитников Хранилища. Пит и Клаудия ищут напарника Стуковски. В большой опасности оказываются Мика, Арти и три Регента, одна из которых, оказывается, мать Пита, Джейн. Приглашённые актёры: Кейт Малгрю, Эшли Уильямс, Паула Бодро, Эндрю Джексон, Алекс Карзис, Ноа Дэнби, Пол Сун-Хюнг Ли, Майкл Дэгостино, Кевин Руштон, Дом Фиоре |            |                                                 |                   |                                                              |                  |                     |
| 34 | 9          | «Тени» «Shadows»                                | Тауния Маккирнан  | Боб Гудмен, Дерик Хьюз                                       | 12 сентября 2011 | 1.91                |
| Для расследования убийств Регентов Пит входит в воспоминания Джейн. Мика и Клаудия расследуют ряд таинственных исчезновений, которые начались с местного владельца магазина футболок. Приглашённые актёры: Кейт Малгрю, Энтони Майкл Хол, Алессандра Торрезани, Трой Бланделл |            |                                                 |                   |                                                              |                  |                     |
| 35 | 10         | «Ненасытные» «Insatiable»                       | Константин Макрис | Бенджамин Рааб, Дерик Хьюз                                   | 19 сентября 2011 | 1.83                |
| В Итаке произошло несколько случаев с людьми, которые стали себя вести как зомби. При этом у них понижалась температура тела. Пит и Мика расследуют это дело. В то время в Хранилище Клаудия обнаружила машину для гадания и поверила, что она сейчас умрёт. Марк Даймонд сделал предложение для Стива. Приглашённые актёры: Джонни Пакар, Картер Хайден, Крэйг Корнфилд, Диего Фуентес, Дженни Рэвен, Ник Бэйлли |            |                                                 |                   |                                                              |                  |                     |
| 36 | 11         | «Эмили Лейк» «Emily Lake»                       | Миллисент Шелтон  | Нэлл Сковелл, Иан Стокс                                      | 3 октября 2011   | 1.63                |
| Пит и Мика расследуют кражу сверхсекретного файла из Хранилища, который приводит их в среднюю школу в Вайоминге, где Х.Г. Уэллс работает учителем по имени Эмили Лэйк. Приглашённые актёры: Робин Каннингем, Энтони Холл, Кейт Малгрю, Эрик Авари, Макс Морроу, Андреа Льюис, Джеффри Р. Смит |            |                                                 |                   |                                                              |                  |                     |
| 37 | 12         | «Оборона» «Stand»                               | Стефан Суржик     | Эндрю Крайсберг, Дрю Гринберг                                | 3 октября 2011   | 1.63                |
| Пит и Мика ищут регентский схрон, о котором все забыли. Сайкс начинает воплощать свой план по мести Регентам и возвращению себе Браслета Коллоди. Этот план будет стоить жизни одному из агентов Хранилища… Приглашённые актёры: Робин Каннингем, Энтони Холл, Кейт Малгрю, Эрик Авари, Макс Морроу, Андреа Льюис, Джеффри Р. Смит |            |                                                 |                   |                                                              |                  |                     |
| 38 | 13         | «Самый большой подарок» «The Greatest Gift»     | Джек Кенни        | Сюжет: Майк Джонсон, Джон-Пол Никел Сценарий: Джон-Пол Никел | 6 декабря 2011   | 1.58                |
| Эта серия - дань фильму «Эта прекрасная жизнь». Пит активирует артефакт, который создаёт реальность, в которой он никогда не был рождён. Пит должен убедить агентов Хранилища (которые его, естественно, не знают), чтобы помочь ему победить давно умершего МакФерсона и вернуться в свою реальность. Приглашённые актёры: Роджер Рис, Чарльз Малик Уитфилд, Сьюзан Хоган, Си Си Эйч Паундер |            |                                                 |                   |                                                              |                  |                     |

### Сезон 4 (2012—2013)
| № общий | № в сезоне | Название                                                  | Режиссёр          | Автор сценария             | Дата премьеры    | Зрители в США (млн) |
| --- | ---------- | --------------------------------------------------------- | ----------------- | -------------------------- | ---------------- | ------------------- |
| 39 | 1          | «Новая надежда» «A new hope»                              | Крис Фишер        | Джек Кенни                 | 23 июля 2012     | 2.14                |
| Арти возвращается в прошлое, чтобы изменить реальность и не допустить уничтожение Хранилища. Приглашённые актёры: Джейми Мюррей, Джеффри Р. Смит, Эд Шульц, Брент Спайнер, Лестер Холт, Фаран Таир, Энтони Майкл Холл |            |                                                           |                   |                            |                  |                     |
| 40 | 2          | «Внутреннее зло» «An Evil Within»                         | Константин Макрис | Холли Гарольд              | 30 июля 2012     | 1.67                |
| Пит и Мика занимаются делом о монстрах с щупальцами. Клаудия пробует воскресить Стива. Эдриан из Ватикана находит Арти и просит его о помощи. Приглашённые актёры: Брент Спайнер, Фаран Таир, Кейт Малгрю |            |                                                           |                   |                            |                  |                     |
| 41 | 3          | «Личные вещи» «Personal Effects»                          | Андрей Секлир     | Иан Стокс                  | 6 августа 2012   | 1.63                |
| Команда посещает хранилище Сайкса, но обнаруживается, что ящик с артефактами кто-то сдал в ломбард. Приглашённые актёры: Брайан Джейкоб Смит, Ди Уоллес |            |                                                           |                   |                            |                  |                     |
| 42 | 4          | «Побочный эффект есть всегда» «There's Always a Downside» | Константин Макрис | Дрю З. Гринберг            | 13 августа 2012  | 1.56                |
| Клаудиа и Пит едут к Хьюго Миллеру, к которому попал артефакт. Мика и Стив расследуют быстрое излечение нескольких пациентов психолога в Новом Орлеане. Брат Эдриан узнаёт, что именно Арти забрал и применил астролябию. После того как Арти отказывается включить артефакт снова, брат Эдриан угрожает Арти отплатить той же монетой. Приглашённые актёры: Брент Спайнер, Сэм Хантингтон, Джастин Келли, Рене Обержонуа |            |                                                           |                   |                            |                  |                     |
| 43 | 5          | «Нет боли, нет доли» «No Pain No Gain»                    | Джей Чандрашекхар | Нэлл Сковелл               | 20 августа 2012  | 1.87                |
| Мика и Питт едут в Торонто, чтобы выяснить причину неуязвимости хоккеиста, Майка Меддена. Клаудия проводит день с миссис Фредерик. Арти проводит переучёт в Хранилище и выясняет, что пропадают артефакты, которые Арти собирал лично. Вместе с Джинксом он находят хранилище с частью украденных артефактов. Стив рассказывает Арти, как связан через метроном с Клаудией. Приглашённые актёры: Майк Допуд, Кирстен Нельсон, Тимоти Омандсон, Си Си Эйч Паундер |            |                                                           |                   |                            |                  |                     |
| 44 | 6          | «Осколки» «Fractures»                                     | Крис Фишер        | Бенджамин Рааб, Дерик Хьюз | 27 августа 2012  | 1.87                |
| Арти едет на свидание с доктором Ванессой. Из зеркала Льюиса Кэрролла сбегает Алиса, её цель – Арти. Вся команда приходит к нему на помощь. В конце Арти расстаётся с Ванессой, чтоб больше не подвергать её опасности, хотя в начале серии он этого ещё не хотел. Стив рассказывает Клаудии правду о действии метронома. Приглашённые актёры: Линдси Вагнер, Бенджамин Рааб, Дерик А. Хьюз |            |                                                           |                   |                            |                  |                     |
| 45 | 7          | «Бесконечное чудо» «Endless Wonder»                       | Майкл МакМюррей   | Боб Гудмен                 | 10 сентября 2012 | 1.66                |
| Мика и Питт расследуют случаи неожиданного увеличения роста среди жителей маленького городка. Выясняется, что все они страдали изжогой. Агент фармацевтической компании, лекарство которой принимали жертвы, заинтересовывается неожиданными побочными эффектами своего препарата. Проводя расследование, она обнаруживает много доказательств существования Хранилища 13. Арти, Стив и Клаудия пытаются поймать брата Эдриана, крадущего артефакты. Приглашённые актёры: Брент Спайнер, Фаран Таир, Даниэль Николет, Стивен Экхолдт, Джейми Мюррей |            |                                                           |                   |                            |                  |                     |
| 46 | 8          | «Второй шанс» «Second Chance»                             | Константин Макрис | Диего Гутиэрез             | 17 сентября 2012 | 1.32                |
| Бастующие рабочие сталелитейного завода начинают покрываться ржавчиной. Пит и Мика обнаруживают Коди Белла, рабочего завода, в груди которого застрял фрагмент артефакта. Артефакт активировался, кода Коди Белл спас своего отца во время инцидента на заводе. Клаудиа и Стив посещают дом матери Стива. Случайно, с помощью матери, Стив освобождается от зависимости от метронома, разрушает его. Арти, Лина, Хелена (Герберт) Уэллс и миссис Фредерик ищут способ остановить брата Адриана. Приглашённые актёры: Джейми Мюррей, Лора Иннес, Пуч Холл |            |                                                           |                   |                            |                  |                     |
| 47 | 9          | «Те, кого любишь» «The Ones You Love»                     | Говард Датч       | Нэлл Сковелл               | 24 сентября 2012 | 1.49                |
| Противостояние брата Эдриана и Арти принимает новый оборот: несколько артефактов попадает в руки родственников и дорогих для агентов Хранилища 13 людей. Пока Пит, Мика и Клаудия пытаются обезвредить «сбежавшие» артефакты, Миссис Фредерик и Стив едут в Ватикан, где находят всё братство Чёрного алмаза, заключённое в картину. При этом брат Эдриан заключён с ними. Приглашённые актёры: Брент Спайнер, Джери Райан, Эми Экер |            |                                                           |                   |                            |                  |                     |
| 48 | 10         | «Поражение» «We All Fall Down»                            | Крис Фишер        | Холли Харольд              | 1 октября 2012   | 1.62                |
| Прибыв в Хранилище, Питт и Мика обнаруживают мёртвую Лину. Убедившись, что Арти действительно переметнулся на тёмную сторону, агенты пытаются обнаружить его местонахождение. Взрыв в отделе, где хранятся артефакты Хранилища Священной Римской империи (под номером 8) сначала задерживает их, но потом наводит на след. Оказалось, Арти ищет тот самый кинжал, который должен убить его, а также голубую Орхидею, которая способна убить всё человечество... Приглашённые актёры: Брент Спайнер |            |                                                           |                   |                            |                  |                     |
| 49 | 11         | «Живые и мёртвые» «The Living and the Dead»               | Миллисент Шелтон  | Дрю Гринберг               | 29 апреля 2013   | 1.51                |
| Пронзённый кинжалом, как и было предсказано, Арти не умер. Как оказалось, кинжал принадлежал экзорцисту и был предназначен для очищения, а не для убийства. Изгнав из Арти зло и заразу Голубой Орхидеи, Клаудия вместе со Стивом должна проникнуть в сознание Арти, чтобы вывести его из комы. В этом им помогает регент Латимер и часы Зигмунда Фрейда. Тем временем Пит и Мика должны найти перстень графа Сен-Жермена, который способен оживить флору, а значит и восстановить Голубую Орхидею, избавив мир от заразы. В этом им помогает непутёвый профессор, бабник и пьяница, который, тем не менее, знает о графе подозрительно много... Приглашённые актёры: Полли Уокер, Джеймс Марстерс, Роджер Рис, Кейт Малгрю, Томас Робертс, Линдси Вагнер, Си Cи Эйч Паундер, Дженелл Уильямс |            |                                                           |                   |                            |                  |                     |
| 50 | 12         | «Искупление в заповеднике» «Parks and Rehabilitation»     | Ларри Тенг        | Иан Стокс                  | 6 мая 2013       | 1.28                |
| Несмотря на то, что его оправдали, Арти всё ещё мучается чувством вины. Стив и Мика пытаются ему помочь, когда он проводит проверку артефактов, которыми ранее занималась Лина, особенно с перемещением иллюминатора дирижабля "Норвегия", который ранее был в карантине. Тем временем в заповеднике в штате Орегон кто-то при помощи артефакта, зарывающего в землю, хоронит людей заживо, оставляя на месте преступления символ исчезнувшего нелегального экологического общества... Приглашённые актёры: Фаран Таир, Эмили Бергл, Патрик Флугер, Дженелл Уильямс |            |                                                           |                   |                            |                  |                     |
| 51 | 13         | «Большой тупик» «The Big Snag»                            | Крис Фишер        | Джон-Пол Никел             | 13 мая 2013      | 1.27                |
| Мика и Пит оказываются запертыми внутри артефакта - недописанного детективного романа 40-х годов. Чтобы выбраться, им надо закончить историю. Тем временем, чтобы взбодрить Арти, Клаудия находит случаи подозрительных похищений коллекционных ретро авто. Однако Арти ведёт себя неадекватно: агрессивно и рискованно, ставя под угрозу свою жизнь и жизни команды. После возвращения в хранилище Стив докладывает об этом Хранителям. Приглашённые актёры: Мисси Пайл, Фаран Таир, Америка Оливо, Энрико Колантони, Аманда Брюгел |            |                                                           |                   |                            |                  |                     |
| 52 | 14         | «Границы неба» «The Sky's the Limit»                      | Джек Кенни        | Майкл Джонс-Моралес        | 20 мая 2013      | 1.08                |
| В Вегасе появляется настоящее волшебство - люди улетают до верхних слоёв атмосферы, где замерзают и задыхаются. Всё указывает на то, что местные иллюзионисты используют артефакт. Пит рискует тоже улететь к небесам, если Мика вовремя не найдёт виновного. Клаудия и Стив едут в Англию, чтобы разобраться со странными происшествиями на скачках. За ними следит жена графа Сен-Жермена. У гостиницы появляется новая владелица, с которой у Арти не получается найти общего языка. Приглашённые актёры: Полли Уокер, Джоэл Грей, Келли Ху, Нора Зехетнер, Стив Валентайн, Си Cи Эйч Паундер, Голди Нотай, Тара Джоши |            |                                                           |                   |                            |                  |                     |
| 53 | 15         | «Инстинкт» «Instinct»                                     | Дженнифер Линч    | Боб Гудмен                 | 3 июня 2013      | 1.36                |
| Хелен Уэллс уже полгода живёт под другим именем и работает криминалистом в маленьком городке. Когда подозреваемые вдруг начинают сознаваться в преступлениях, напуганные до смерти, Хелен звонит Мике. Само же хранилище вот-вот разрушится из-за неполадок в пространственных расширителях. Клаудия переживает, что здание "сердится" на неё из-за попытки убить Арти. Приглашённые актёры: Келли Ху, Тодд Сташвик, Так Уоткинс, Рикардо Чавира, Джейми Мюррей, Эрик Мёрдок, Имали Перера |            |                                                           |                   |                            |                  |                     |
| 54 | 16         | «Побег» «Runaway»                                         | Мэтью Хастингс    | Иан Мэддокс, Марк Франклин | 10 июня 2013     | 1.66                |
| Используя амфору из Помпеи, превращающую предметы в лаву, из тюрьмы сбегают заключённые. Но их цель — не сообщники, не деньги, а что-то другое. Арти, наткнувшийся на часть артефакта Бетховена, начинает глохнуть. Во время выполнения задания Стиву приходится работать со своим бывшим… Приглашённые актёры: Чарли Уэбер, Шери Карри, Владимир Джон Кабрт, Ронни Роу, Мэри Кронерт |            |                                                           |                   |                            |                  |                     |
| 55 | 17         | «Что самое главное» «What Matters Most»                   | Крис Фишер        | Диего Гутиэрез             | 17 июня 2013     | 1.36                |
| Пит и Мика должны выяснить, что происходит в жилом комплексе высокого класса, жители которого подвержены воздействию таинственного артефакта. Между тем, Арти и Клаудия расследуют дело бездомного 15-летнего мальчика, который становится математическим гением. Мика узнаёт от своего врача страшный диагноз. Приглашённые актёры: Келли Ху, Крис Эллис, Синтия Уотрос, Джош Блейлок |            |                                                           |                   |                            |                  |                     |
| 56 | 18         | «Потеряно и Найдено» «Lost & Found»                       | Говард Датч       | Бенджамин Рааб, Дерик Хьюз | 24 июня 2013     | 1.11                |
| Арти, Мика и Пит направляются в Буффало в поисках украденных артефактов, принадлежащих Хранилищу 12. Вернувшись в Южную Дакоту, Клаудия пытается помочь Нику приспособиться к нормальной жизни. Приглашённые актёры: Полли Уокер, Энтони Хэд, Саша Ройз, Джош Блейлок, Рид Клэр |            |                                                           |                   |                            |                  |                     |
| 57 | 19         | «Всё время в мире» «All The Time In the World»            | Крис Фишер        | Холли Гарольд              | 1 июля 2013      | 1.42                |
| Чтобы спасти обронзованную Клаудию, Пит, Мика и Шарлотта направляются в Люксембург за графом Сен-Жермен. Между тем, Стив, Арти и миссис Фредерик пытаются разобраться, что происходит не так в Хранилище. Приглашённые актёры: Полли Уокер, Энтони Хэд, Джеймс Марстерс, Келли Ху, Фаран Таир, Джош Блейлок, Си Cи Эйч Паундер |            |                                                           |                   |                            |                  |                     |
| 58 | 20         | «Правда ранит» «The Truth Hurts»                          | Джек Кенни        | Дрю Гринберг               | 8 июля 2013      | 1.42                |
| Команда продолжает попытки захватить Парацельса, ставшего бессмертным. Чтобы сблизиться с Ником, Граф рискует собственной жизнью. Стив узнаёт, что Арти скрыл от остальной команды информацию о том, что изменил жизнь. Клаудия узнаёт о том, что её сестра жива. Пытаясь вылечить Мику, Пит доверяется Парацельсу. Приглашённые актёры: Джеймс Марстерс, Энтони Хэд, Келли Ху, Джош Блейлок, Си Cи Эйч Паундер, Дженелл Уильямс |            |                                                           |                   |                            |                  |                     |

### Сезон 5 (2014)
| № общий | № в сезоне | Название                                       | Режиссёр             | Автор сценария             | Дата премьеры  | Зрители в США (млн) |
| --- | ---------- | ---------------------------------------------- | -------------------- | -------------------------- | -------------- | ------------------- |
| 59 | 1          | «Бесконечный ужас» «Endless Terror»            | Джек Кенни           | Джек Кенни                 | 14 апреля 2014 | 1.17                |
| Клаудия и Парацельс сражаются за контроль над Хранилищем. Парацельс, поняв, что Клаудия - часть Хранилища, начинает ей управлять, словно она артефакт. С её помощью он соединяет несколько артефактов для физического путешествия во времени. Он отправляется в день, когда его забронзовали и превращает настоящее в мир высоких технологий, в котором даже хранилище - высокотехнологичный объект. Чтобы исправить это, Арти, Мика и Пит отправляются следом за ним, используя тот же набор артефактов плюс ещё один, который сохраняет их в любом континууме. Приглашённые актёры: Энтони Хэд, Линдси Вагнер, Келли Ху, Ребекка Мэйдер, Рене Обержонуа |            |                                                |                      |                            |                |                     |
| 60 | 2          | «Секретные службы» «Secret Services»           | Роберт Данкан Макнил | Боб Гудмен                 | 21 апреля 2014 | 1.15                |
| В Вашингтоне работает неизвестный, который с помощью артефакта заставляет людей захлёбываться морской водой. По стечению обстоятельств, над делом работают старые знакомые агентов Хранилища - агенты спецслужб Симпкинс и Мэйр. Две пары агентов объединяются для работы над общим делом. Наблюдение за товарищами вынуждают Латимера И Беринг испытывать неловкость, связанную с личной жизнью. Тем временем Арти и Клаудия путешествуют по воспоминаниям Арти, чтобы Клаудия поняла, что случилось с её сестрой Клэр. Приглашённые актёры: Джанет Вэрни, Марк Деклин, Крисси Уайтхед, Меган Галлахер, Си Cи Эйч Паундер |            |                                                |                      |                            |                |                     |
| 61 | 3          | «Ярмарка на все времена» «A Faire to Remember» | Мэтт Бирман          | Холли Харольд              | 28 апреля 2014 | 1.08                |
| Стив и Пит решили заняться загадочной гибелью посетителя средневековой ярмарки, где местного дурачка преследуют опасные магические создания. Мика и Клаудия пытаются перенести энергию уничтоженного артефакта из Клэр в другой артефакт, после чего Мика сходит с ума и начинает беситься на Арти, который как раз решил заняться переносом опасных артефактов в новый Тёмный схрон. Приглашённые актёры: Крисси Уайтхед, Райан Картрайт, Эрин Уэй, Мэри Лу Розато |            |                                                |                      |                            |                |                     |
| 62 | 4          | «Дикий соблазн» «Savage Seductio»              | Джек Кенни           | Диего Гутьеррес            | 5 мая 2014     | 0.89                |
| Арти, Мика и Пит по просьбе Келли, бывшей девушки Пита, занимаются исчезновением её бабушки, поклонницы бразильского телесериала Savage Seductio ("Опасный соблазн"). Они выясняют, что только что рождённый артефакт превратил телевизор в портал, который превращает реальных людей в персонажей сериала, все трое и Келли с бабушкой попадают в ловушку телеэкрана и теперь должны завершить сюжет, чтобы выбраться. Тем временем Стив и Клаудия идут в колледж, где кто-то разбивает студентов на две половины: одна из них серьёзная и любящая учёбу, а вторая безбашенная и любящая вечеринки. При этом вторая опасна для жизни целого человека, так как делает самые рисковые трюки и ей неизвестна осторожность. Приглашённые актёры: Паула Гарсес, Тереса Йенке, Сония Брага |            |                                                |                      |                            |                |                     |
| 63 | 5          | «Китайское хранилище 14» «Cangku Shisi»        | Майкл МакМюррей      | Бенджамин Рааб, Дерик Хьюз | 12 мая 2014    | 0.85                |
| Агенты сталкиваются с опасностью: воскресший Бенедикт Вальда похитил Клэр и использует её психокинез в своих целях. А именно: уничтожить Хранилище 13. Борьба превращается в гонку на время, когда и агенты Хранилища 13, и Вальда охотятся за инструментами масонов, которые способны сотворить Хранилище 14 путём переноса всех артефактов в другое место, а именно под стадион "Птичье гнездо" в Китае. Стив также замечает, что Пит пытается избегать оставаться наедине с Микой даже по работе, и подозревает неладное. Приглашённые актёры: Крисси Уайтхед, Марк Шеппард, Си Cи Эйч Паундер |            |                                                |                      |                            |                |                     |
| 64 | 6          | «Без конца» «Endless»                          | Джек Кенни           | Джон-Пол Никел             | 19 мая 2014    | 1.13                |
| Хранилище готово переместиться и приобрести номер 14, и прежде чем это случится, агенты и Хранители Хранилища 13 должны оставить воспоминание, своеобразный переломный момент в их жизни, используя древний каменный стол (прообраз Круглого Стола). Перед ними предстанут невероятные события (которые, кстати, не были показаны ни в одной предыдущей серии), благодаря которым они поймут кое-что важное. Все готовы это сделать, кроме Пита, так как для него потерять место агента хранилища (страна местонахождения нового Хранилища сама предоставит агентов) значит отказаться от значительной части себя. Пит и Мика признаются друг другу в любви. Клаудия показана в будущем как Хранитель с новыми агентами, она ведёт себя так же, как миссис Фредерик когда-то, и предаётся воспоминаниям. Серия заканчивается фразой, постоянно повторяющейся: "Мир чудес без конца". Приглашённые актёры: Джейми Мюррей, Дженелл Уильямс, Сэмм Ливайн, Эрик Авари, Си Cи Эйч Паундер |            |                                                |                      |                            |                |                     |